# Kunsthalle Bern
La Kunsthalle Bern è una Kunsthalle (sala espositiva d'arte) sulla Helvetiaplatz a Berna, in Svizzera.
L'edificio è stato costruito nel 1917-1918 dall'Associazione Kunsthalle Bern e inaugurato il 5 ottobre 1918. Da allora è stata sede di numerose esposizioni d'arte contemporanea. La Kunsthalle ha acquisito fama internazionale grazie alle esposizioni di artisti come Paul Klee, Christo, Alberto Giacometti, Henry Moore, Jasper Johns, Sol LeWitt, Gregor Schneider, Bruce Nauman e Daniel Buren, nonché grazie ad esposizioni tematiche come Live In Your Head: When Attitudes Become Form di Harald Szeemann e organizzata nel 1969.
In occasione del suo 50º anniversario nel luglio 1968, la Kunsthalle Bern è diventata il primo edificio in assoluto ad essere interamente rivestito da Christo e Jeanne-Claude.
Nel 1969 viene curata da Harald Szeemann alla Kunsthalle di Berna l'esposizione Live In Your Head: When Attitudes Become Form che diventa un punto di riferimento nella storia delle mostre internazionali.

## Direttori
- 1918 – 1930: Robert Kieser
- 1931 – 1946: Max Huggler
- 1946 – 1955: Arnold Rüdlinger
- 1955 – 1961: Franz Meyer
- 1961 – 1969: Harald Szeemann[3]
- 1970 – 1974: Carlo Huber
- 1974 – 1982: Johannes Gachnang
- 1982 – 1985: Jean-Hubert Martin
- 1985 – 1997: Ulrich Loock
- 1997 – 2005: Bernhard Fibicher
- 2005 – 2011: Philippe Pirotte
- 2012 – 2014: Fabrice Stroun
- 2015 – 2022: Valérie Knoll
- 2022: Kabelo Malatsie[4]